# Loic Pérard
Pour les articles homonymes, voir Pérard.
Loic Pérard est un joueur de football français, né le 5 avril 1962 à Laval.

## Biographie

### Carrière de joueur
Passé par l'US Laval et sélectionné avec les minimes de la Mayenne en 1975, Loic Pérard rejoint le Stade lavallois à l'été 1977. Il est appelé en équipe de France juniors dès mars 1978. 
En juillet 1979, il fait partie des huit premiers stagiaires à intégrer le centre de formation du Stade lavallois, nouvellement construit. Il a 17 ans lorsque Michel Le Milinaire le lance en D1, le 12 mars 1980. Il signe un contrat stagiaire lors de l'été 1980. En 1982 il intègre le bataillon de Joinville et remporte en février 1983 le Challenge Kentish avec l'équipe de France militaire. Pérard fait partie de l'équipe qui crée l'exploit lors de la saison 1983-84 en Coupe de l'UEFA, à l'occasion de la double confrontation avec la grande équipe du Dynamo Kiev de Blokhine et Zavarov. Le match aller en URSS se solde par un flatteur score de 0-0, après que les courageux lavallois sortent vainqueurs du match retour grâce à José Souto inscrivant l'unique but de la partie dans un stade Francis-Le-Basser archi-comble pour l'occasion. 
Capable d'évoluer en défense ou au milieu de terrain, il est sélectionné en équipe de France espoirs et participe au Tournoi de Toulon à trois reprises : il décroche la troisième place en 1983, et remporte la compétition en 1984 et 1985. Il est élu joueur le plus élégant du tournoi en 1984.
Avec le Stade lavallois il remporte la Coupe de la Ligue 1984.

### Reconversion
Lors de l'été 2007, Loic Pérard intègre la direction sportive du Stade lavallois en mai 2007, comme co-responsable de la cellule de recrutement avec Jean-Marc Miton. Il y dénichera Romain Hamouma et Anthony Losilla, et fera venir Ulrich Le Pen, Franck Signorino ou Julien Viale, entre autres.
Il rejoint en 2012 Valenciennes pour le recrutement. Il poursuit sa carrière comme consultant à Southampton, puis comme responsable de la détection et du recrutement des joueurs professionnels au SM Caen de 2017 à 2021.

## Parcours
- Avant 1977 : Union sportive lavalloise
- 1977-1986 :  Stade lavallois (Division 1)
- 1986-1989 :  RC France (Division 1)
- 1989-1990 :  SM Caen (Division 1)
- 1990-1991 :  AS Nancy-Lorraine (Division 1)
- 1991-1992 :  FC Mulhouse (Division 2)[10]

## Palmarès
- Vainqueur de la Coupe de la Ligue en 1984 avec le Stade lavallois
- Vainqueur du Challenge Kentish en 1983 avec l'équipe de France militaire